# Chlorothraupis olivacea
Chlorothraupis olivacea е вид птица от семейство Cardinalidae.

## Разпространение
Видът е разпространен в Колумбия, Еквадор и Панама.